# 獵豹人
《獵豹人》（英語：The Cheetahmen）為電子遊戲廠商Active Enterprises於1991年在北美NES主機上發行的遊戲合輯卡帶《Action 52》中；所包含的其中一份遊戲作品。與《Action 52》裡其它作品雷同，《獵豹人》具有著充斥bug及可玩性不佳問題。
續作《獵豹人2》於1992年制作，但最終沒有正式發行。後來在1997年被人在倉庫發現其1500盒遊戲卡帶並在二手市場中出售。

## 设定

### 作品劇情
在《Action 52》所附贈的《獵豹人》漫畫，描述著獵豹人三兄弟原為非洲上一頭母豹所養育的三頭小豹。某一天，邪惡科學家摩比斯博士（Dr. Morbis）將該母豹給殺害，並將牠那三頭小豹改造成豹頭人身的戰士，以用於邪惡的計劃。但被改造的獵豹人三兄弟仍存在著內心善良，因而開始反抗摩比斯博士旗下的邪惡組織。
而執行NES版的《獵豹人》遊戲時，在進入遊戲前會先秀出一段過場動畫，內容描述著一名被稱為《動作遊戲高手》（Action Gamer）的男孩在玩遊戲機時被抓入電視畫面裡，等他醒來後發現站在他面前的是獵豹人三兄弟。之後獵豹人三兄弟向他說明要一同對抗邪惡的敵人，而出現敵方人物是《Action 52》中除《獵豹人》外其它51個遊戲裡曾出現的角色。不過該名男孩之後在進行的遊戲內容裡未被再提及。
1997年的《獵豹人2》內容則描述先前被獵豹人三兄弟擊敗的摩比斯博士為了報復，而創造了堪稱最強的戰鬥生化人「猿人」（Ape Man）來進行復仇，讓獵豹人三兄弟除了要再一次面對摩比斯博士外、還會遇到其他新登場敵人的追擊。

### 登場角色
遊戲登場的獵豹人三兄弟名稱為引用希臘神話中的神祇或是星座做為名稱。
阿波羅獵豹人三兄弟長男，在遊戲中使用十字弓做為攻擊武器。
海克力斯次男，三兄弟中身材最高大角色，使用空手道做赤手搏擊。
亞力斯三男，利用一對短棍棒做為武器。

## 系统

图为《猎豹人2》的第1关，玩家操控角色跳跃以躲避敌人。

游戏遵循了一般平面动作游戏的惯例。在游戏中，玩家将控制角色猎豹，在使用武器击败敌人的同时，通过移动或跳跃等方式躲避敌人的攻击。在游戏中玩家有数条生命，当玩家受到多次伤害或掉进悬崖，就会失去一条生命，一旦全部生命耗尽游戏即为结束。《獵豹人》遊戲內容為包含6大關卡，並會隨著關卡的進度切換成不同角色供玩家操控。如角色亞力斯是負責前面第1、2關卡，海克力斯為第3、4關卡，阿波羅則是最後的兩章關卡。一些关卡有着最终头目，玩家必须击败他们才能通过该关。
在1997年的《獵豹人2》改為阿波羅負責開頭的第1、2關卡，海克力斯為同樣的第3、4關卡。但因《獵豹人2》有程式錯誤的問題，在玩家攻破第4關卡後便無法再繼續玩下去。而獵豹人三兄弟中的亞力斯也因此程序錯誤的問題、成為《獵豹人2》中唯一未登場出現的角色。可是由於卡帶硬件設計問題，玩家可以在遊戲啟動時不停按下重設按鈕令卡帶內的寄存器錯亂，從而有機會引發遊戲直接從第5關或第6關開始。於2011年，PacoChan於romhacking.net發佈自行修復的版本令遊戲可以繼續順利到達第5、6關卡。

## 作品歷史
在廠商Active Enterprises發售FC主機用的合輯卡帶《Action 52》時，Active Enterprises將《獵豹人》定位為《Action 52》裡頭52款遊戲當中的主打作品，並推出由《獵豹人》遊戲角色所擔當的電視宣傳廣告。而在《Action 52》所販賣的遊戲盒裡，也附贈了一套以《獵豹人》故事劇情所特別繪製的漫畫。
1993年Active Enterprises推行Mega Drive主機版的《Action 52》卡帶，收錄在裡頭的《獵豹人》的畫面及配樂也做了修改。
後 續Active Enterprises在1994年倒閉，當時所開發的《獵豹人2》產品，則放置在Active Enterprises庫房。之後1996年一位名叫席恩·羅奇（Sean Roche）的人士，在Active Enterprises遺留的庫房中找出約1500套先前放置的《獵豹人2》，並在新聞上發廣告徵求合作的買家，讓《獵豹人2》於1997年以非公認的方 式發行。

## 評價
| 媒体      | 得分       |
| --------- | ---------- |
| GameSpot  | 2.6 / 10.0 |
| MobyGames | 0.8 / 10.0 |

- 多媒體網站411mania於「爛貨名人堂」（The Hall of Shame）專欄上表示：「《獵豹人》簡直就像是爛遊戲《大貨車極限競賽》的1991年版作品」。[8]
- 遊戲網站honestgamers認為《獵豹人2》除了遊戲配樂令人印象深刻外、其它表現完全一無是處。[9]
- 網路上的電子遊戲評論家憤怒電玩宅遊玩Mega Drive版《獵豹人》的想法是「背景畫面像是嬰兒房貼的壁紙，遊戲配樂則像是某人踩了香蕉皮的聲音」。[10]

## 影响

### 網路上的配樂改編
2007年6月13日，網路影片分享網站NICONICO動畫上傳出了一份以名稱為「傳說中的爛遊戲：獵豹人2」的影片，該影片內容為《獵豹人2》的闖關影片及加上一段將遊戲配樂改編惡搞的內容，4個月後該影片觀看人數突破百萬，也開始讓NICONICO上引發改編、重新混音《獵豹人》配樂的熱潮，也意外打響《獵豹人》在日本的知名度。

### 衍生作品
2011年11月11日，持有著《Action 52》原始版本卡帶的遊戲經銷商人葛雷格·帊畢契（Greg Pabich），將原始卡帶上《獵豹人》的雛形作品《動作遊戲高手》（Action Gamer）以《獵豹人：起始點》（Cheetahmen： The Creation）的名義在經營的網站cheetahmengames.com上重新發行，其中限量版本還包含當時附贈在《Action 52》的《獵豹人》漫畫、以及特別製作的音樂CD及海報。
先前1997年發行的《獵豹人2》，葛雷格則計畫製作成修正版本《獵豹人2：失落關卡》（Cheetahmen II：The Lost Levels）重新推出。該計畫於2012年8月6日開始推行，葛雷格也在Kickstarter網站上宣傳籌資，並邀請了網路上電玩相關名人噴神James、Pat the NES Punk、The Game Chasers等協助拍攝廣告宣傳。
除推行復刻產品外，葛雷格·帊畢契後續也有意推出iOS版本的遊戲《i獵豹人》（iCheetah）、以及《獵豹人：最終回》（Cheetahmen：Ultima）等作品。

## 外部連結
- 葛雷格·帊畢契的Cheetahmengames網站 （页面存档备份，存于）